# Francesco Guidolin (Fußballspieler)
Francesco Guidolin (* 3. Oktober 1955 in Castelfranco Veneto) ist ein ehemaliger italienischer Fußballspieler und heutiger -trainer.

## Karriere
Francesco Guidolin spielte zunächst für Hellas Verona, wurde dann unter anderem zum FC Bologna ausgeliehen. Insgesamt kehrte er aber dreimal wieder zu Hellas Verona zurück. Seine Karriere beendete er 1986 bei der AC Venedig.
Danach stieg er ins Trainergeschäft ein. Er trainierte zunächst Vereine, wie den FC Empoli oder Atalanta Bergamo. Sehr erfolgreich arbeitete er als Trainer von Vicenza Calcio von 1994 bis 1998. In der Saison 1996/97 gewann er dort als Trainer die Coppa Italia, der einzige Titel dieses Vereines überhaupt. Eine längere Station als Trainer war auch der FC Bologna (1999–2003). In diesen vier Jahren stieg Bologna nicht einmal in die Serie B ab.
Nachdem er den FC Bologna verlassen hatte, trainierte er von Januar 2004 bis Juni 2005 die US Palermo. Dort stieg er 2004 in die Serie A auf und erreichte dort sofort den UEFA-Pokal. Anschließend gab er seinen Wechsel zum CFC Genua bekannt. Der FC Genua war zuvor in die Serie A aufgestiegen. Allerdings wurde der Verein aufgrund von Spielmanipulationen zum Zwangsabstieg in die dritte Liga verurteilt und Guidolin beendete seine Arbeit, ohne ein einziges Spiel als Trainer bestritten zu haben. Im Oktober 2005 wurde Guidolin schließlich Trainer des französischen Erstligisten AS Monaco. Zur Saison 2006/07 kehrte er nach Italien zu US Palermo zurück. Dort wurde er am 23. April 2007 nach einer Serie von elf Spielen ohne Sieg entlassen. Nur wenige Wochen später holte Palermo ihn allerdings zurück und Guidolin konnte die Teilnahme am UEFA-Pokal sichern. Nach Saisonende trat er von seinem Amt zurück. Nachdem sich ein Engagement von Guidolin bei den Queens Park Rangers aus persönlichen Gründen zerschlagen hatte, übernahm Guidolin am 26. November 2007 zum vierten Mal das Traineramt bei US Palermo. Am 24. März 2008 wurde er dort erneut entlassen und durch seinen Vorgänger Stefano Colantuono ersetzt.
Nach dem Ende seines vierten Engagements in Palermo wechselte er 2008 zum in die Serie B abgestiegenen FC Parma. 2009 jedoch gelang ihm der Wiederaufstieg mit Parma und er schaffte mit dem Klub in der Serie A 2009/10 den achten Tabellenplatz. 2010 tauschten der FC Parma und Udinese Calcio die Trainer. Mit diesem Tausch wechselte Guidolin 2010 nach Udine. Nach einem schlechten Start mit Udinese erreichte er am Ende der Saison 2010/11 doch den vierten Platz und qualifizierte sich für die UEFA Champions League. Udinese scheiterte jedoch in der Qualifikation am FC Arsenal und musste in die UEFA Europa League. In der folgenden Saison erreichte Udinese trotz einiger Spielerverkäufe sogar den dritten Tabellenplatz und qualifizierte sich nochmals für die Champions-League-Qualifikation. Dort unterlag man dem portugiesischen Erstligisten Sporting Braga im Elfmeterschießen.
Am 18. Januar 2016 machte Swansea City Guidolin zum neuen Cheftrainer. Nach dem schlechten Saisonstart in der Saison 2016/17 wurde er am 3. Oktober 2016 entlassen und durch Bob Bradley ersetzt.

## Erfolge
- Coppa Italia: 1996/97 mit Vicenza Calcio